# Кумм, Маттиас
Маттиас Кумм (р. 15 августа 1967 года в Бремене, Германия), профессор права Нью-Йоркского университета. Он также является профессором-исследователем по теме «Globalisation and the Rule of Law» в Центре Социальных Исследований (Wissenschaftszentrum, WZB) и Гумбольдского Университета в Берлине.
Его исследования фокусируются на основных вопросах глобального, европейского и сравнительного публичного права. Он также являлся приглашенным профессором приглашенным в Гарвардской школе права, Юридической школы Буцериуса в Гамбурге, Национальном Университете Сингапура и других ведущих университетах мира.
Маттиас Кумм защитил докторскую диссертацию (JSD) в Гарвардской школе права, также изучал право, политологию и философию в Кильском Университете (Германия), Сорбонне (Франция) и Гарвардском университете (США). Кумм является членом редколлегии ряда журналов по вопросам права и политологии.
Профессор Маттиас Кумм живёт и работает в Нью-Йорке и Берлине.